# Phacelia nana
Phacelia nana là loài thực vật có hoa trong họ Mồ hôi. Loài này được Wedd. miêu tả khoa học đầu tiên năm 1857.